# Natural Born Killers
Natural Born Killers is een Amerikaanse actiefilm uit 1994. De film is geregisseerd door Oliver Stone, met hoofdrollen voor Woody Harrelson en Juliette Lewis. Het verhaal is geschreven door Quentin Tarantino.

## Verhaal
Al rijdende over Highway 666 laten seriemoordenaars Mickey (Woody Harrelson) en Mallory Knox (Juliette Lewis) een spoor van vernieling achter. Het nieuws wordt opgenomen door een sensatiezoekende televisiezender en al snel worden de twee populair bij de kijkers.

## Rolverdeling
| Acteur             | Personage                            |
| ------------------ | ------------------------------------ |
| Woody Harrelson    | Mickey Knox                          |
| Juliette Lewis     | Mallory Knox                         |
| Robert Downey jr.  | Wayne Gale                           |
| Tommy Lee Jones    | Dwight McClusky                      |
| Tom Sizemore       | Jack Scagnetti                       |
| Rodney Dangerfield | Ed Wilson, de vader van Mallory      |
| Edie McClurg       | de moeder van Mallory                |
| Russell Means      | Warren Red Cloud, de oude Navajo man |

## Prijzen/nominaties
- 1995 Golden Globes
Genomineerd: Beste regisseur (Oliver Stone)
- 1995 MTV Movie Awards
Genomineerd: Best On-Screen Duo (Juliette Lewis en Woody Harrelson)
Genomineerd: Best Kiss (Juliette Lewis en Woody Harrelson)
- 1995 Venice Film Festival
Gewonnen: Best Actress (Juliette Lewis)
Gewonnen: Jury prijs (Oliver Stone)